# باري لورنتز
باري لورنتز (بالإنجليزية: Pare Lorentz)‏ (و. 1905 – 1992 م) هو مخرج سينمائي، وصحفي من الولايات المتحدة الأمريكية . ولد في كلاركسبورغ .

## روابط خارجية
- باري لورنتز على موقع IMDb (الإنجليزية)
- باري لورنتز على موقع الموسوعة البريطانية (الإنجليزية)
- باري لورنتز على موقع روتن توميتوز (الإنجليزية)
- باري لورنتز على موقع روتن توميتوز (الإنجليزية)
- باري لورنتز على موقع ألو سيني (الفرنسية)
- باري لورنتز على موقع تيرنر كلاسيك موفيز (الإنجليزية)
- باري لورنتز على موقع أول موفي (الإنجليزية)
- باري لورنتز على موقع قاعدة بيانات الأفلام السويدية (السويدية)
- باري لورنتز على موقع قاعدة بيانات الفيلم (الإنجليزية)
- باري لورنتز على موقع كينوبويسك (الروسية)